# Kiffen Helsinki
Kiffen Helsinki is een Finse voetbalclub uit de hoofdstad Helsinki. De club speelde 22 seizoenen in de hoogste klasse en werd vier keer landskampioen.

## Geschiedenis
De club werd in 1908 in het stadsdeel Kruununhaka onder de naam Kronohagens IF (kortweg KIF) opgericht. Kronohagen is de Zweedse naam van Kruununhaka. 
In 1913 bereikte de club de finale om de landstitel, die toen nog in bekervorm betwist werd en versloeg Åbo IFK met 5-3. Ook in 1915 en 1916 werd de club kampioen, na een zegen tegen ÅIFK. 
In 1930 werd KIF Helsinki medeoprichter van de Mestaruussarja, de moderne Finse competitie. De club deed het niet goed en na drie seizoenen degradeerde de club. In 1938 werd de club kampioen van de tweede klasse, maar moest eerst nog een eindronde spelen tegen KTP Kuopio om naar de hoogste klasse te promoveren en verloor. Het volgende seizoen werd de club opnieuw kampioen en promoveerde toen meteen. Na enkele seizoenen middenmoot werd de club laatste in 1947. Na één seizoen kon KIF terugkeren en eindigde in de middenmoot. In 1949 werd de club zelfs derde met twee punten achterstand op kampioen TPS Turku. Na een aantal seizoenen middenmoot werd de club kampioen in 1955. Het volgende seizoen werd de club nog derde, maar in 1957 volgde een nieuwe degradatie. In 1958 verloor de club de bekerfinale. 
Twee seizoenen later promoveerde de club opnieuw en werd meteen derde en het jaar erna zelfs vicekampioen met één punt achterstand op kampioen HIFK Helsinki. Nadat de club twee seizoenen de degradatie net kon vermijden werd de club laatste in 1964. 
Het volgende seizoen eindigde desastreus en KIF werd naar de derde klasse verbannen. In 1968 promoveerde de club opnieuw en werd vicekampioen, opnieuw achter HIFK dat inmiddels ook in de tweede klasse speelde. In 1974 degradeerde de club opnieuw naar de derde klasse, maar kon meteen terugkeren en werd zowaar kampioen in 1976. 
De club veranderde in 1977 de naam in Kiffen Helsinki. Na een middelmatig seizoen in 1977 degradeerde de club opnieuw in 1978. Het zou de laatste keer zijn dat de club in de hoogste klasse zou spelen. Het volgende seizoen degradeerde de club opnieuw en verdween in de anonimiteit.

## Erelijst
- Landskampioen

1913, 1915, 1916, 1955
- Beker van Finland

Finalist: 1958

## Bekende (oud-)spelers
- Kurt Weckström